# Thomas Florschuetz
Thomas Florschuetz (* 25. Juli 1957 in Zwickau) ist ein deutscher Fotograf und Künstler.

## Leben
1981 zog er nach Ost-Berlin, wo er 1983 seine erste Ausstellung im Jugendclub Wilhelm-Pieck-Straße hatte. 1987 erhielt er den 1. Preis für junge europäische Fotografen in Frankfurt am Main und siedelte 1988 nach West-Berlin über. Hier erhielt er im gleichen Jahre ein Arbeitsstipendium des Senators für Kulturelle Angelegenheiten. 1993 verbrachte er längere Zeit in New York, 1995 in Rio de Janeiro und Salvador und 2000 lebte er als Artist in Residence im kalifornischen Pacific Palisades. 1994 folgte ein Dorothea-von-Stetten-Kunstpreis, Bonn und 1997 ein Förderpreis der Helmut-Kraft-Stiftung, Stuttgart. 2004 wurde Florschuetz mit dem Deutschen Kritikerpreis für bildende Kunst ausgezeichnet. Er lebt in Berlin. 2007 wurde Florschuetz Mitglied der Akademie der Künste, Berlin, Sektion Bildende Kunst.

## Ausstellungen (Auswahl)
- 1988 galerie du jour agnès b. (mit W. A. Scheffler), Paris; Anderson Gallery, Virginia Commonwealth University, Richmond (VA)
- 1989 P.P.S Galerie F.C. Gundlach, Hamburg; Montserrat College of Art Gallery, Beverly (MA)
- 1990 galerie du jour agnès b., Paris; Grey Art Gallery, East Carolina University, Greenville (NC)
- 1991 Stadtgalerie, Saarbrücken
- 1992 galerie du jour agnès b., Paris; Galerie d’art contemporain dans L’Espace Jules Verne, Brétigny-sur-Orge
- 1993 Forum Stadtpark, Graz; Goethe House, New York; Gemeinschaftsausstellung Das letzte Jahrzehnt – Ostdeutsche Photographie der achtziger Jahre, Kommunale Galerie im Leinwandhaus, Frankfurt/Main
- 1994 Neuer Berliner Kunstverein, Berlin
- 1996 Kunstverein Göttingen, Göttingen; Stills Gallery, Edinburgh; Site Gallery, Sheffield (Kat)
- 1997 Galerie Roziso, Moskau
- 1998 Kunsthalle Budapest, Budapest; Städtisches Museum Zwickau
- 1999 Albertinum, Staatliche Kunstsammlungen Dresden; Gary Tatinstian Gallery, New York
- 2000 "Don't look now", Galerie m Bochum Fotografie
- 2000 Kunstsammlung Neubrandenburg; Galerie m Bochum Fotografie
- 2001 Hamburger Bahnhof – Museum für Gegenwart, Berlin
- 2001 "Blumenstücke - Iris Prints", Galerie m Bochum Fotografie
- 2002 Frans Hals Museum/Haarlemse Hallen, Haarlem
- 2003 Kunsthalle Weimar Harry Graf Kessler, Weimar; Begegnungsstätte Kleine Synagoge, Erfurt
- 2004 Kunstmuseum Bonn; BALTIC Center for Contemporary Art, Gateshead; Kunstsammlungen Chemnitz (Kat)
- 2005 Residenzgalerie, Auswärtiges Amt London; Galerie m Bochum
- 2005 "Neue Fotografien", Galerie m Bochum
- 2006 Pinacoteca do Estado de Sao Paulo, Sao Paulo, Brasilien
- 2008 Lippische Gesellschaft für Kunst, Eichenmüllerhaus, Lemgo-Brake
- 2010: Gebäude und Gebilde, Galerie m Bochum
- 2010 Kunsthalle Tübingen, Thomas Florschuetz. Imperfekt
- 2011 Museum Pfalzgalerie Kaiserslautern
- 2012 Kochi-Muziris Biennale in Kochi im indischen Bundesstaat Kerala
- 2013 GLAS/WASSER,[1] Galerie m Bochum
- 2013 Museum Wiesbaden, Assembly[2]
- 2016 "Adaptation"[3], Galerie m Bochum
- 2020 Framing, Galerie m Bochum
- 2022: Thomas Florschuetz Überlagerungen, Haus am Waldsee, Berlin